# Luces de Sefarad
Luces de Sefarad es una exposición arqueológica que muestra los descubrimientos efectuados en la Judería medieval de Lorca (Región de Murcia, España). Las excavaciones se realizaron en el interior del castillo de Lorca y pusieron al descubierto un barrio judío al completo de los siglos XIV-XV compuesto por una sinagoga en buen estado de conservación, y a su alrededor los restos de más de 12 viviendas de planta generalmente rectangular.
Tras su paso por ciudades como Nueva York o Madrid, la exposición se podrá ver en el Aula Selgas de la ciudad de Lorca hasta el 7 de enero de 2010.

## La judería de Lorca
El barrio judío de la Lorca medieval se encontraba dentro de la alcazaba, separado del resto de la ciudad por sus muros. La separación física de los barrios tenía como objetivo la protección de los judíos, pero al mismo tiempo significaba una clara división étnica de la comunidad de Lorca, dejando a los cristianos en la parte baja de la ciudad y, a los judíos en la más peligrosa.
Las calles presentan un trazado muy irregular, adaptándose a la pendiente del terreno, dividido en cuatro terrazas. La sinagoga ocupa el lugar central, y a su alrededor se distribuyen las viviendas. Estas presentan planta rectangular, con varias estancias compartimentadas. Presentan alcobas sobreelevadas, siendo común la presencia de rebancos adosados a los muros, cocinas, tinajeros o alacenas.
La piedra angular del conjunto arqueológico es la sinagoga de Lorca. Se encuentra semiexcavada en el suelo para poder ganar altura en su interior mientras exteriormente no destaca sobre el resto de construcciones. De esta manera cumplía con las leyes vigentes en la época. Se accede al edificio a través de un patio en cuyo lado se abren dos vanos de acceso, mientras que a la galería de mujeres se accede por un vano exterior independiente. El interior de la sala de oración conserva el lugar donde se guardaban los rollos de la tóra, un nicho (hejal) que estaba decorado con yeserías de estilo gótico. También se conservan los restos del zócalo donde se colocaba la bimá, lugar de lectura de la torá. A lo largo del perímetro de la sala de oración se disponía un rebanco corrido donde se sentaban los varones . Como en otras sinagogas, las mujeres tenían un espacio reservado, conocido como matroneum , y que en Lorca estaba situado sobre el vestíbulo.

## La exposición

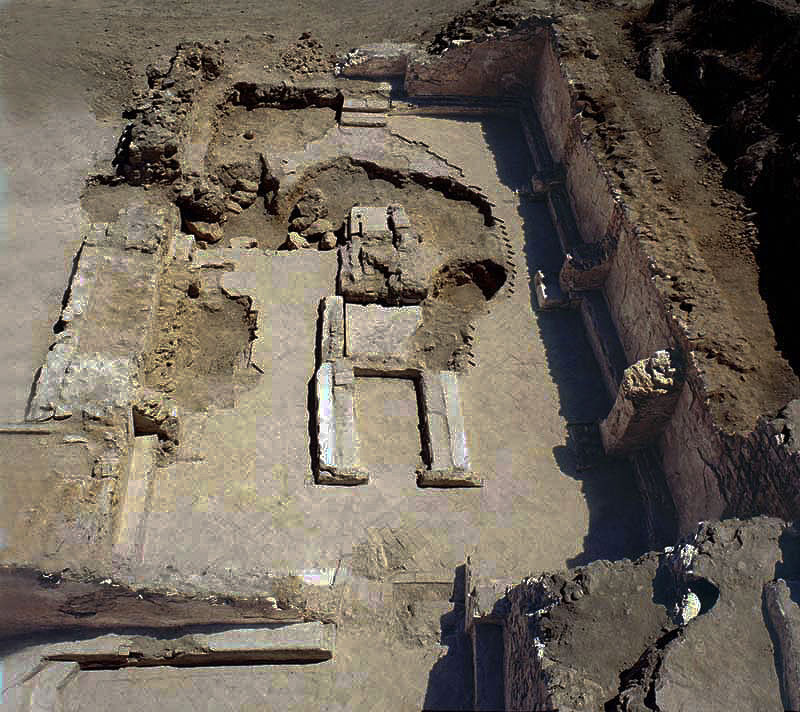
Restos de la sinagoga de Lorca antes de su restauración.

Luces de Sefarad muestra los resultados de las excavaciones realizadas en el castillo de Lorca. Los descubrimientos efectuados constituyen un hito en el conocimiento de la cultura judía en época bajomedieval, parte ineludible del sustrato cultural y patrimonial español.
Todas las piezas que se presentan en esta exposición son originales, y muchas de ellas presentan la peculiaridad de ser únicas, al no haberse encontrado objetos similares en otros yacimientos. Destacan veinte lámparas de vidrio que iluminaron la sinagoga de Lorca, varios fragmentos de las yeserías que adornaban la pared del hejal este edificio, azulejos, monedas, cerámicas que representan la vida cotidiana en la Baja Edad Media , diversos fragmentos de janukkiot, candiles empleados para conmemorar la fiesta judía de la Januká, así como interesantes manuscritos que recogen las actividades de los judíos que formaban parte de la sociedad fronteriza de Lorca en el siglo XV.